# Дхарна
Дхарна (гінді धरना, dharna) — індійська традиція посту, що здійснювалася перед дверима образника, найчастіше боржником, з метою домогтися милості та як вимоги справедливості, наприклад, відстрочення виплати боргу. В Індії існують традиційні місця здійснення дхарни, а для неї потрібний офіційний дозвіл. Однак, на практиці, часто акт здійснювався і без дозволу, в порушення закону.